# Léba
Léba est une commune rurale et le chef-lieu du département homonyme de Léba dans la province du Zondoma de la région Nord au Burkina Faso.

## Géographie
Léba est situé à environ 25 km au sud de Ouahigouya, la grande ville régionale, et à 6 km au nord-est de Bougounam et de la route nationale 2 reliant le centre au nord du pays.

## Santé et éducation
Léba accueille un centre de santé et de promotion sociale (CSPS) tandis que le centre médical avec antenne chirurgicale (CMA) de la province se trouve à Gourcy.
Léba possède deux écoles primaires publiques (A et B) ainsi que l'un des deux collèges d'enseignement général (CEG) du département.